# Kung Fu Chaos
Kung Fu Chaos (o Kung Fu Panic en Japón) (カンフーパニック) es un videojuego de plataformas en tercera persona desarrollado por Just Add Monsters y distribuido por Microsoft Game Studios. Este fue lanzado para la Xbox el 25 de febrero de 2003 en los Estados Unidos.

## Argumento
Kung Fu Chaos a menudo rompe la cuarta pared. Todo el juego es sobre el jugador controlando una selección de personajes para una película de kung-fu. Las acciones de estos personajes son entonces procesados como las películas y el jugador las puede ver. Aunque el juego se centra en torno a una clásica película de kung-fu, tiene ciertos personajes y niveles que no pertenecen a una película de artes marciales (por ejemplo, una ciudad bajo el ataque de aliens).

## Personajes
- Master Sho Yu - Un anciano maestro de artes marciales
- Ninja Fu Hiya - Un ninja azul.
- Monkey - Una parodia al Rey Mono del Viaje al Oeste, se hizo inmortal después de vómitar sobre el mantel favorito del rey de la Montaña.
- Lucy Cannon - Una parodia a los héroes de Blaxploitation como Foxy Brown y Cleopatra Jones.
- Xui Tan Sour - Un joven artista marcial que busca vengar a sus padres, que fueron asesinados por miembros de un circo rival, parodiando la idea de que en las películas de artes marciales, el héroe / heroína venga la muerte de sus familias por un rival, a menudo un clan rival..
- Chop & Styx - Una pareja de un samurai y un bebe que hace una parodia a El lobo solitario y su cachorro
- Candi Roll - Una bomba rubia patinadora sobre ruedas.
- Captain Won Ton - Un luchador de peso pesado. Luchador de día, vengador de la justicia el resto del día.
- Shao Ting - El director ruidoso y desagradable de la película. Él también sirve como el jefe final del juego. Él se ve como un mujeriego, y después de la creación "Kun Fu Chaos" la película, sin el argumento en absoluto, él crea una película experimental de arte donde él corre por todas partes desnudo durante dos horas perseguido por enfermeras zombi.

## Características
El juego consta de 21 niveles y 9 personajes de los cuales 3 son desbloqueables, para obtener los personajes secretos se deben acompletar una serie de logros los cuales van de pasar todos los niveles con 3 estrellas a 5 estrellas cada uno, lograr este último desbloquea un nuevo nivel en el cual te enfrentaras al director de la película.

## Recepción
- 6.5 - Gamespot
- 6.3 - IGN
- 68/100 - Metacritic
- 76% - Game Rankings

Kung fu chaos fue incluido entre los mejores juegos para Xbox por IGN en el 2005, en el 2010 UGO lo clasificó como el tercer juego más racista de la historia.